# Wisbech and Upwell Tramway
| Wisbech and Upwell Tramway |                      |                                          |                                         |
| Spurweite: | 1435 mm (Normalspur) |                                          |                                         |
| |                      |                                          |                                         |
| \| \| \| Midland and Great Northern Joint Railway \| \| \| \| \| Wisbech North \| \| \| \| \| \| \| \| \| \| Wisbech Quay Goods Station \| \| \| \| \| River Nene \| \| \| \| \| \| \| \| \| \| Wisbech Quay Goods Station \| \| \| \| \| Wisbech East \| \| \| \| \| Geplante Wisbech and March Bramley Line \| \| \| \| \| Elmbridge \| \| \| \| \| Boyces Bridge \| \| \| \| \| Outwell Basin \| \| \| \| \| Outwell Village \| \| \| \| \| Upwell \| \| |                      |                                          |                                         |
| |                      | Midland and Great Northern Joint Railway |                                         |
| Bahnhof quer (Strecke außer Betrieb) · Abzweig quer und von links (Strecke außer Betrieb) |                      | Wisbech North                            | Wisbech North                           |
| Strecke (außer Betrieb) |                      |                                          |                                         |
| Betriebs-/Güterbahnhof Streckenende (Strecke außer Betrieb) |                      | Wisbech Quay Goods Station               | Wisbech Quay Goods Station              |
| |                      | River Nene                               |                                         |
| |                      |                                          |                                         |
| Betriebs-/Güterbahnhof Streckenanfang (Strecke außer Betrieb) |                      | Wisbech Quay Goods Station               | Wisbech Quay Goods Station              |
| Strecke von links · Betriebs-/Güterbahnhof Strecke ab hier außer Betrieb und quer · Bahnhof quer (Strecke außer Betrieb) · Abzweig quer, nach rechts und von rechts (Strecke außer Betrieb) |                      | Wisbech East                             | Wisbech East                            |
| Strecke (außer Betrieb) |                      | Geplante Wisbech and March Bramley Line  | Geplante Wisbech and March Bramley Line |
| Haltepunkt / Haltestelle (Strecke außer Betrieb) |                      | Elmbridge                                | Elmbridge                               |
| Haltepunkt / Haltestelle (Strecke außer Betrieb) |                      | Boyces Bridge                            | Boyces Bridge                           |
| Haltepunkt / Haltestelle (Strecke außer Betrieb) |                      | Outwell Basin                            | Outwell Basin                           |
| Haltepunkt / Haltestelle (Strecke außer Betrieb) |                      | Outwell Village                          | Outwell Village                         |
| Haltepunkt / Haltestelle Streckenende (Strecke außer Betrieb) |                      | Upwell                                   | Upwell                                  |

Die Wisbech & Upwell Tramway war eine normalspurige Dampfstraßenbahn durch ein ländliches Gebiet in East Anglia.

## Geschichte
Die Wisbech & Upwell Tramway wurde von der Great Eastern Railway zwischen Wisbech in Cambridgeshire und Upwell in Norfolk vor allem für den landwirtschaftlichen Verkehr gebaut. Obwohl sie Tramway genannt wird, handelt es sich eher um eine gewöhnliche Kleinbahn als um eine Straßenbahn.
Ihr Erfolg war die Grundlage für die Schaffung des Light Railways Act von 1896. Täglich verkehrten sechs Personenzüge hin und zurück. Für die einfache Strecke benötigten sie eine Stunde. Bis Oktober 1884 wuchs das Transportaufkommen auf 3000 Fahrgäste pro Woche an mit bis zu 2000 pro Tag bei Festen oder besonderen Veranstaltungen. Anfangs konkurrierte die Bahn mit dem Güterverkehr auf einem bestehenden Kanal, der durch die Bahnlinie aber unrentabel wurde und außer Betrieb genommen wurde. Der Personenverkehr wurde wegen der zunehmenden Konkurrenz durch Busse 1927 eingestellt, aber der Güterverkehr hatte noch bis zum Beeching-Axt-Projekt 1966 Bestand.
Die ursprünglich eingesetzten zweiachsigen GER Class G15/LNER Class Y6 0-4-0T Kastenlokomotiven hatten Bedienhebel auf beiden Seiten sowie die in den Board-of-Trade-Richtlinien geforderten seitlichen Abdeckungen und Kuhfänger. Sie wurden später durch die leistungsstärkere dreiachsige 0-6-0T GER Class C53/LNER Class J70 ersetzt und noch später durch Drewry 0-6-0DM (Class 04) Diesel-Rangierloks. Ein Personenwagen ist noch erhalten.
Für eine kurze Zeit wurden 1930–1931 zwei LNER Class Y10 Sentinel Getriebedampflokomotiven eingesetzt.

## Streckenverlauf

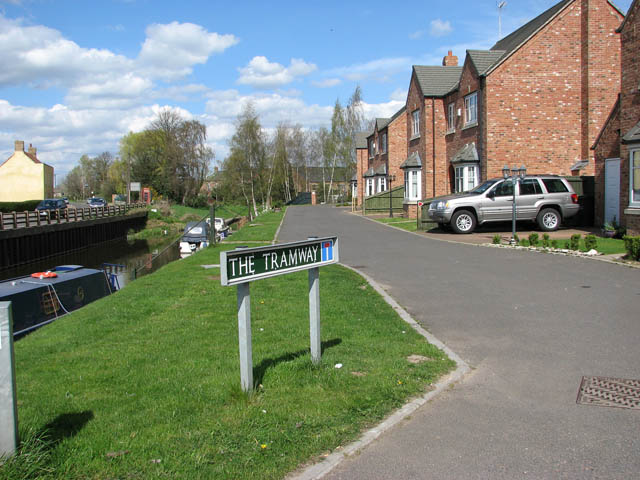
Straßenschild The Tramway

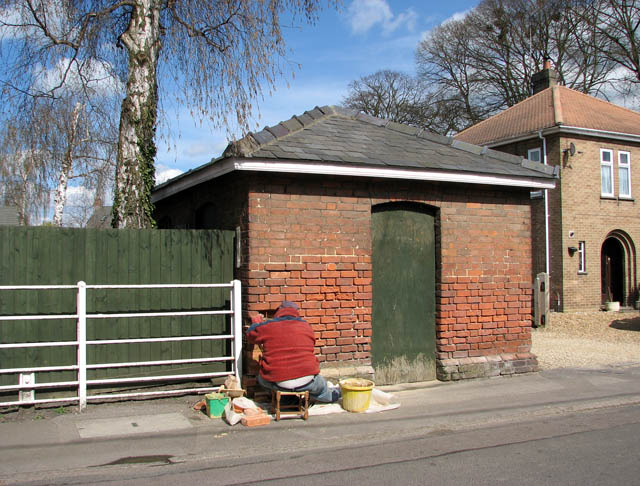
Das ehemalige Büro im Outwell Village Depot

Die 7,9 km (4 Meilen 72 Chains) lange Strecke verlief in der Nähe mehrerer Farmen und kleinerer Ortschaften, deren landwirtschaftliche Produkte über die Trambahn und Hauptstrecke in Wisbeach in dichter besiedelte Gebiete gebracht werden sollten, um sie dort zu vermarkten.
Die Bahnlinie hatte 11 Abstellgleise, auf denen während der Erntezeit mehr als 100 Wagen abgestellt werden konnten. Zwei Gleise waren ursprünglich dem Personenverkehr vorbehalten.
Das Depot in Upwell hatte eine Rinderverladestation, ein Depotbüro, einen Warteraum für Personen und ein Kohlenhändlerbüro am Kohlehafen des Kanals. Es gab eine Aschegrube und ein alter GER-Tender wurde bis 1953 als Wasserturm eingesetzt.
Vom Depot in Upwell, das das südliche Ende der Bahnstrecke bildete, fuhren die Züge nach Norden in Richtung Outwell. Sie überquerten den Small Lode und fuhren an einer Farm vorbei, bevor sie in Low Side, der ersten Bedarfshaltestelle ankamen. Heute verläuft ein Feldweg auf der ehemaligen Eisenbahntrasse.
Die Strecke verlief parallel zum Well Creek, dem ehemaligen Flussbett des River Nene, und dann auf einer grasbewachsene Böschung entlang dem Creek, bevor sie die Bedarfshaltestelle Goodman’s Crossing erreichte, ab der sie als Straßenbahn auf der Straße weiterfuhr.
Das Outwell Village Depot lag zwischen dem ehemaligen Flussbett des River Nene und der St. Clement’s Kirche. Dort gab es ursprünglich vier Abstellgleise und Kohlenrutschen, mit denen Kohle auf Lastkähne umgeladen werden konnte, um sie im Fenland zu verteilen. Es gab ein kleines aus roten Ziegeln errichtetes Büro und einen ausrangierten Güterwagenaufbau als Lager. Das historische Ziegelsteingebäude steht noch, aber der Rest des Depotgeländes wurde mit modernen Wohnhäusern überbaut. Der Straßenname The Tramway einer Sackgasse erinnert an die frühere Nutzung.

## Thomas, die kleine Lokomotive
Der Kinderbuchautor Rev. W. Awdry ließ sich von der Dampfstraßenbahn für The Railway Series inspirieren, die durch die Fernsehserie Thomas, die kleine Lokomotive bekannt wurde. In seinem Buch Toby the Tram Engine basieren Toby und dessen Wagen Henrietta auf den Originalen in Wisbech.